# Roman Postl
Roman Postl (1969 Proboštov – 8. září 2008 Chomutov) byl sériový vrah a narkoman, který usmrtil pět osob. První vraždu spáchal v roce 1998, za tuto vraždu byl odsouzen na 13 let. V dubnu 2008 byl za dobré chování předčasně propuštěn. Na benzínové pumpě v Předlicích v Ústí nad Labem zavraždil Jiřího Šťovíčka. Střelil ho do hlavy a ukradl 15 tisíc korun a notebook.
Roman Postl zemřel v chomutovské nemocnici, kam byl převezen se střelným poraněním, které utrpěl při zatýkání
po vraždě vietnamského barmana. Při přestřelce byl také raněn zasahující policista Roman Jedlička. Ten zemřel
později v nemocnici.

## Oběti
1. Jan Štencl (17 let) zastřelen v roce 1998
2. Karel Diviš (46 let) podnikatel, zavražděn 1. září 2008
3. Jiří Šťovíček (20 let) brigádník na benzínové pumpě, zavražděn 2. září 2008
4. Dao Van Tinh (20 let) vietnamský barman, zavražděn 3. září 2008
5. Roman Jedlička (28 let) policista, zastřelen 3. září 2008